# Mistrzostwa Polski w Łucznictwie 2018
Mistrzostwa Polski w Łucznictwie 2018 – 82. edycja mistrzostw, która odbyła się w dniach 13–16 września 2018 roku na torach łuczniczych Łucznika Żywiec w Żywcu.

## Medaliści

### Strzelanie z łuku klasycznego
Mężczyźni
| Konkurencja                | Złoto                                                                         | Srebro                                                                           | Brąz                                                                             |
| Generalna indywidualnie    | Michał Basiuras (Społem Łódź)                                                 | Sławomir Napłoszek (Marymont Warszawa)                                           | Marek Szafran (Społem Łódź)                                                      |
| Generalna indywidualnie    | Michał Basiuras (Społem Łódź)                                                 | Sławomir Napłoszek (Marymont Warszawa)                                           | Paweł Marzec (Talent Wrocław)                                                    |
| Generalna drużynowo        | Talent Wrocław I Paweł Marzec Antoni Kozłowski Bartłomiej Bątkiewicz          | Łucznik Żywiec I Oskar Kasprowski Szymon Kurowski Filip Łazowski Kacper Bizoń    | Społem Łódź I Michał Basiuras Marek Szafran Kamil Siczek                         |
| Generalna drużynowo        | Talent Wrocław I Paweł Marzec Antoni Kozłowski Bartłomiej Bątkiewicz          | Łucznik Żywiec I Oskar Kasprowski Szymon Kurowski Filip Łazowski Kacper Bizoń    | Marymont Warszawa I Kacper Sierakowski Sławomir Napłoszek Piotr Starzycki        |
| Zawody indywidualne (30 m) | Patryk Gołąbczak (Boruta Zgierz)                                              | Kasper Helbin (Obuwnik Prudnik)                                                  | Oskar Kasprowski (Łucznik Żywiec)                                                |
| Zawody indywidualne (30 m) | Patryk Gołąbczak (Boruta Zgierz)                                              | Kasper Helbin (Obuwnik Prudnik)                                                  | Sławomir Napłoszek (Marymont Warszawa)                                           |
| Zawody indywidualne (50 m) | Oskar Kasprowski (Łucznik Żywiec)                                             | Sławomir Napłoszek (Marymont Warszawa)                                           | Jakub Banaszak (BKS Bydgoszcz)                                                   |
| Zawody indywidualne (50 m) | Oskar Kasprowski (Łucznik Żywiec)                                             | Sławomir Napłoszek (Marymont Warszawa)                                           | Patryk Gołąbczak (Boruta Zgierz)                                                 |
| Zawody indywidualne (90 m) | Michał Basiuras (Społem Łódź)                                                 | Kasper Helbin (Obuwnik Prudnik)                                                  | Jakub Banaszak (BKS Bydgoszcz)                                                   |
| Zawody indywidualne (90 m) | Michał Basiuras (Społem Łódź)                                                 | Kasper Helbin (Obuwnik Prudnik)                                                  | Oskar Kasprowski (Łucznik Żywiec)                                                |
| Zawody drużynowe (30 m)    | Społem Łódź I Michał Basiuras Marek Szafran Kamil Siczek                      | Łucznik Żywiec II Mateusz Mędrzak Patryk Cacak Adam Wojtala Bartłomiej Wiśniecki | Płaszowianka Kraków Mirosław Przygoda Dariusz Biela Rafał Cichy-Choroniewski     |
| Zawody drużynowe (30 m)    | Społem Łódź I Michał Basiuras Marek Szafran Kamil Siczek                      | Łucznik Żywiec II Mateusz Mędrzak Patryk Cacak Adam Wojtala Bartłomiej Wiśniecki | Łucznik Żywiec I Oskar Kasprowski Filip Łazowski Szymon Kurowski Kacper Bizoń    |
| Zawody drużynowe (50 m)    | Łucznik Żywiec I Oskar Kasprowski Kacper Bizoń Filip Łazowski Szymon Kurowski | Społem Łódź I Michał Basiuras Marek Szafran Kamil Siczek                         | Płaszowianka Kraków Mirosław Przygoda Rafał Cichy-Choroniewski Dariusz Biela     |
| Zawody drużynowe (50 m)    | Łucznik Żywiec I Oskar Kasprowski Kacper Bizoń Filip Łazowski Szymon Kurowski | Społem Łódź I Michał Basiuras Marek Szafran Kamil Siczek                         | Łucznik Żywiec II Mateusz Mędrzak Patryk Cacak Adam Wojtala Bartłomiej Wiśniecki |
| Zawody drużynowe (90 m)    | Społem Łódź I Michał Basiuras Marek Szafran Kamil Siczek                      | Łucznik Żywiec I Oskar Kasprowski Filip Łazowski Szymon Kurowski Kacper Bizoń    | Łucznik Żywiec II Mateusz Mędrzak Adam Wojtala Bartłomiej Wiśniecki Patryk Cacak |
| Zawody drużynowe (90 m)    | Społem Łódź I Michał Basiuras Marek Szafran Kamil Siczek                      | Łucznik Żywiec I Oskar Kasprowski Filip Łazowski Szymon Kurowski Kacper Bizoń    | Płaszowianka Kraków Mirosław Przygoda Rafał Cichy-Choroniewski Dariusz Biela     |

Kobiety
| Konkurencja                | Złoto                                                                        | Srebro                                                                                  | Brąz                                                                                                 |
| Generalna indywidualnie    | Natalia Leśniak (Łucznik Żywiec)                                             | Małgorzata Sobieraj (Sokół Radom)                                                       | Marlena Kocaj (Resovia Rzeszów)                                                                      |
| Generalna indywidualnie    | Natalia Leśniak (Łucznik Żywiec)                                             | Małgorzata Sobieraj (Sokół Radom)                                                       | Kamila Napłoszek (Marymont Warszawa)                                                                 |
| Generalna drużynowo        | Łucznik Żywiec I Sylwia Zyzańska Natalia Leśniak Wioleta Myszor Joanna Rząsa | Marymont Warszawa I Kamila Napłoszek Laura Dullas Ewa Sobieraj Maria Chrostowska        | Stella Kielce I Małgorzata Góral Aleksandra Baran Oliwia Żelazna Gabriela Bryk                       |
| Generalna drużynowo        | Łucznik Żywiec I Sylwia Zyzańska Natalia Leśniak Wioleta Myszor Joanna Rząsa | Marymont Warszawa I Kamila Napłoszek Laura Dullas Ewa Sobieraj Maria Chrostowska        | Społem Łódź I Magdalena Śmiałkowska Melania Wyka Martyna Kalwinek Dominika Nowak                     |
| Zawody indywidualne (30 m) | Melania Wyka (Społem Łódź)                                                   | Karolina Jurasz (Łucznik Żywiec)                                                        | Sylwia Zyzańska (Łucznik Żywiec)                                                                     |
| Zawody indywidualne (30 m) | Melania Wyka (Społem Łódź)                                                   | Karolina Jurasz (Łucznik Żywiec)                                                        | Natalia Leśniak (Łucznik Żywiec)                                                                     |
| Zawody indywidualne (50 m) | Magdalena Śmiałkowska (Społem Łódź)                                          | Karolina Farasiewicz (Obuwnik Prudnik)                                                  | Natalia Leśniak (Łucznik Żywiec)                                                                     |
| Zawody indywidualne (50 m) | Magdalena Śmiałkowska (Społem Łódź)                                          | Karolina Farasiewicz (Obuwnik Prudnik)                                                  | Karina Lipiarska-Pałka (Grot Zabierzów)                                                              |
| Zawody indywidualne (60 m) | Sylwia Zyzańska (Łucznik Żywiec)                                             | Natalia Leśniak (Łucznik Żywiec)                                                        | Kamila Napłoszek (Marymont Warszawa)                                                                 |
| Zawody indywidualne (60 m) | Sylwia Zyzańska (Łucznik Żywiec)                                             | Natalia Leśniak (Łucznik Żywiec)                                                        | Karina Lipiarska-Pałka (Grot Zabierzów)                                                              |
| Zawody drużynowe (30 m)    | Łucznik Żywiec I Sylwia Zyzańska Joanna Rząsa Wioleta Myszor Natalia Leśniak | Obuwnik Prudnik Karolina Farasiewicz Milena Barakońska Weronika Święcka Olimpia Kowszyn | Społem Łódź I Melania Wyka Magdalena Śmiałkowska Dominika Nowak Martyna Kalwinek                     |
| Zawody drużynowe (30 m)    | Łucznik Żywiec I Sylwia Zyzańska Joanna Rząsa Wioleta Myszor Natalia Leśniak | Obuwnik Prudnik Karolina Farasiewicz Milena Barakońska Weronika Święcka Olimpia Kowszyn | Dąbrovia Dąbrowa Tarnowska I Agata Bulwa Małgorzata Mickiewicz Karolina Kozacka                      |
| Zawody drużynowe (50 m)    | Łucznik Żywiec I Natalia Leśniak Sylwia Zyzańska Wioleta Myszor Joanna Rząsa | Obuwnik Prudnik Karolina Farasiewicz Milena Barakońska Olimpia Kowszyn Weronika Święcka | Dąbrovia Dąbrowa Tarnowska I Agata Bulwa Karolina Kozacka Katarzyna Mickiewicz Małgorzata Mickiewicz |
| Zawody drużynowe (50 m)    | Łucznik Żywiec I Natalia Leśniak Sylwia Zyzańska Wioleta Myszor Joanna Rząsa | Obuwnik Prudnik Karolina Farasiewicz Milena Barakońska Olimpia Kowszyn Weronika Święcka | Łucznik Żywiec II Karolina Jurasz Zuzanna Grzymek Łucja Waligóra                                     |
| Zawody drużynowe (60 m)    | Łucznik Żywiec I Joanna Rząsa Natalia Leśniak Sylwia Zyzańska Wioleta Myszor | Marymont Warszawa I Kamila Napłoszek Laura Dullas Ewa Sobieraj Maria Chrostowska        | Dąbrovia Dąbrowa Tarnowska I Karolina Kozacka Agata Bulwa Małgorzata Mickiewicz                      |
| Zawody drużynowe (60 m)    | Łucznik Żywiec I Joanna Rząsa Natalia Leśniak Sylwia Zyzańska Wioleta Myszor | Marymont Warszawa I Kamila Napłoszek Laura Dullas Ewa Sobieraj Maria Chrostowska        | Społem Łódź I Magdalena Śmiałkowska Martyna Kalwinek Melania Wyka Dominika Nowak                     |

Konkurencje mieszane
| Konkurencja            | Złoto                                             | Srebro                                                  | Brąz                                                    |
| Generalna              | Łucznik Żywiec V Sylwia Zyzańska Oskar Kasprowski | Marymont Warszawa I Kamila Napłoszek Sławomir Napłoszek | Obuwnik Prudnik II Karolina Farasiewicz Kasper Helbin   |
| Generalna              | Łucznik Żywiec V Sylwia Zyzańska Oskar Kasprowski | Marymont Warszawa I Kamila Napłoszek Sławomir Napłoszek | Marymont Warszawa II Laura Dullas Kacper Sierakowski    |
| Zawody mieszane (30 m) | Łucznik Żywiec I Sylwia Zyzańska Oskar Kasprowski | Marymont Warszawa I Ewa Sobieraj Roman Pękalski         | Sokół Radom III Małgorzata Sobieraj Jacek Kwaczyński    |
| Zawody mieszane (30 m) | Łucznik Żywiec I Sylwia Zyzańska Oskar Kasprowski | Marymont Warszawa I Ewa Sobieraj Roman Pękalski         | Obuwnik Prudnik II Karolina Farasiewicz Kasper Helbin   |
| Zawody mieszane (50 m) | Łucznik Żywiec II Natalia Leśniak Szymon Kurowski | Społem Łódź II Marek Szafran Magdalena Śmiałkowska      | Marymont Warszawa I Kamila Napłoszek Sławomir Napłoszek |
| Zawody mieszane (50 m) | Łucznik Żywiec II Natalia Leśniak Szymon Kurowski | Społem Łódź II Marek Szafran Magdalena Śmiałkowska      | Łucznik Żywiec I Sylwia Zyzańska Oskar Kasprowski       |

### Strzelanie z łuku bloczkowego
| Konkurencja           | Złoto                                                                           | Srebro                                                            | Brąz                                                                           |
| Indywidualne mężczyzn | Łukasz Przybylski (A3D Toszek)                                                  | Michał Gomoliszek (Strzelec Legnica)                              | Szymon Słowiński (Lew Krynki)                                                  |
| Indywidualne mężczyzn | Łukasz Przybylski (A3D Toszek)                                                  | Michał Gomoliszek (Strzelec Legnica)                              | Tomasz Terlega (Strzelec Legnica)                                              |
| Indywidualne kobiet   | Anna Stanieczek (Orlik Goleszów)                                                | Małgorzata Kapusta (Płaszowianka Kraków)                          | Ewa Huzar (X10 Jaworze)                                                        |
| Indywidualne kobiet   | Anna Stanieczek (Orlik Goleszów)                                                | Małgorzata Kapusta (Płaszowianka Kraków)                          | Renata Leśniak (MGOKiS Dobczyce)                                               |
| Drużynowo mężczyzn    | Strzelec Legnica Michał Gomoliszek Tomasz Terlega Krzysztof Gorczyca Jan Wojtas | Złota Strzała Żywiec Łukasz Lach Jerzy Więzik Stanisław Mroszczyk | A3D Toszek Łukasz Przybylski Filip Szeląg Władysław Andruszkiewicz Artur Hipsz |
| Drużynowo mężczyzn    | Strzelec Legnica Michał Gomoliszek Tomasz Terlega Krzysztof Gorczyca Jan Wojtas | Złota Strzała Żywiec Łukasz Lach Jerzy Więzik Stanisław Mroszczyk | Lew Krynki Szymon Słowiński Bogdan Pilcicki Paweł Gałka                        |
| Drużynowo mieszane    | X10 Jaworze Ewa Huzar Mirosław Huzar                                            | Start Lublin Dorota Bartuzi Adam Dudka                            | Płaszowianka Kraków Małgorzata Kapusta Bartosz Sieńczak                        |
| Drużynowo mieszane    | X10 Jaworze Ewa Huzar Mirosław Huzar                                            | Start Lublin Dorota Bartuzi Adam Dudka                            | MGOKiS Dobczyce Renata Leśniak Zbigniew Figiel                                 |